# 濟陽級巡防艦
濟陽級巡防艦，為中華民國海軍在1990年代初向美國海軍租借之諾克斯級巡防艦經過後續改良而成的艦型，隸屬海軍一六八艦隊。

## 歷史
雖然為美方提供中華民國海軍9艘諾克斯級租借額度，但最後僅挑選狀況較好的8艘服役。理論上雖然有租約到期問題，實務上有簽訂租約簽訂若干年後可以買斷方式處理的條款，所謂的租約只是避免政治衝擊的一種折衷作法，目前所有的濟陽級均屬於中華民國財產，同樣的手段在新港級戰車登陸艦的取得上也如出一轍。本級艦的設計以遠洋反潛能力著稱，因此母港設於蘇澳港，在中華民國海軍服役以來主要負擔台灣東北部至東部海域的巡防任務，多次偵測行經台灣東部海域之各國潛艦。
諾克斯級是種以專業反潛艦為設計導向的艦艇，不可避免地得犧牲掉一些功能，尤其防空武力為甚，僅有一門Mk 42艦砲與一門MK 15方陣近迫武器系統充當自衛之用。在配備武進三型作戰系統的陽字號驅逐艦除役後，中華民國海軍將武進三系統及標準一型飛彈安裝到濟陽級巡防艦上，彌補對空能力之不足。不過由於武進三型的戰系電腦數量只有7套，因此除了濟陽艦（FFG-932）外，其餘7艘在定期保養時完成改裝。
濟陽級多次遭媒體揭露，因為高壓蒸氣鍋爐的妥善率欠佳，造成倒爐等失去動力的意外事件；但目前濟陽級仍是中華民國海軍唯一同時配備大型低頻聲納及拖曳聲納陣列之艦種，完整反潛機能無出其右，目前美軍也找不到具備同等機能的相等噸位艦種取代，這使得中華民國海軍雖然採購美軍退役的派里級巡防艦來更換部分濟陽級艦，但也策劃了延壽濟陽級的方案。規劃方向是把主機全面更換為柴油引擎，飛行甲板強化擴張到可操作S-70等級之反潛直升機，並在調整上層甲板的同時增加各式自製飛彈，將武進三系統換裝為天劍二型防空飛彈系統，提升防空能力，但後續計畫已經取消。
2015年5月1日，在中華民國海軍旗津碼頭舉行編號FFG-932的「濟陽」號與FFG-936的「海陽」號巡防艦除役典禮。中華民國向美國採購的兩艘派里級巡防艦，取代前述兩艘船齡較老、狀況較差的巡防艦。
在2017年尼莎颱風侵台期間，停泊於基隆港的淮陽號、蘭陽號在中華民國海軍和海巡官兵的協助下，使其不至因風浪受損。但沒想到停泊在兩艦後方的民間渡輪「麗娜輪」因風浪過大造成捆繩斷裂，漂至前方撞擊到淮陽號和蘭陽號，兩艦舷尾受損，直升機坪的欄杆斷裂、舷尾雷達偵測線斷裂，由中華民國海軍和台船檢視評估後，至少需要兩個月才能完成修復，修理費約在新台幣百萬元，海軍決定依國防部指示，向渡輪公司索償。
由於本型艦艦齡老舊，海軍從2024年起不再對本型艦進行大修作業，接下來到達五年大修期程的船，將直接汰除。本型艦預計將被輕型巡防艦取代，擔任台海之反潛任務。

## 同型艦
| 美國時期        | 美國時期 | 美國時期       | 美國時期       | 中華民國時期 | 中華民國時期 | 中華民國時期  | 中華民國時期   | 中華民國時期  | 中華民國時期                                                  |
| 艦名            | 編號     | 建造廠         | 服役時間       | 艦名         | 編號         | 移交日期      | 服役日期       | 除役日期      | 備註                                                          |
| --------------- | -------- | -------------- | -------------- | ------------ | ------------ | ------------- | -------------- | ------------- | ------------------------------------------------------------- |
| 羅伯特·E·皮里號 | FF-1073  | 洛克希德造船廠 | 1972年～1992年 | 濟陽號       | FFG-932      | 1992年7月1日  | 1993年10月6日  | 2015年5月1日  | 首任艦長林東煥上校 於2020年7月15日擔任靶艦擊沉                |
| 布魯頓號        | FF-1086  | 埃文代爾造船廠 | 1972年～1992年 | 鳳陽號       | FFG-933      | 1992年7月1日  | 1993年10月6日  |               | 首任艦長張鎮岳上校                                            |
| 柯爾克號        | FF-1087  | 埃文代爾造船廠 | 1972年～1992年 | 汾陽號       | FFG-934      | 1993年8月7日  | 1993年10月6日  |               | 首任艦長鐘緬先上校                                            |
| 約瑟夫·赫韋斯號 | FF-1078  | 埃文代爾造船廠 | 1971年～1994年 | 蘭陽號       | FFG-935      | 1994年6月30日 | 1995年8月4日   | 2025年1月23日 | 首任艦長鐘緬先上校                                            |
| 庫克號          | FF-1083  | 埃文代爾造船廠 | 1971年～1992年 | 海陽號       | FFG-936      |               | 1995年8月4日   | 2015年5月1日  | 首任艦長陳信慶上校 2020年7月1日擔任靶艦擊沉                   |
| 巴爾貝號        | FF-1088  | 埃文代爾造船廠 | 1974年～1992年 | 淮陽號       | FFG-937      |               | 1995年8月4日   |               | 首任艦長許保仁上校                                            |
| 艾爾文號        | FF-1081  | 埃文代爾造船廠 | 1971年～1992年 | 寧陽號       | FFG-938      |               | 1999年10月18日 |               | 首任艦長蒲澤春上校                                            |
| 瓦爾迪茲號      | FF-1096  | 埃文代爾造船廠 | 1974年～1991年 | 宜陽號       | FFG-939      |               | 1999年10月18日 |               | 首任艦長汪能安上校 海軍第2位、濟陽級第1位女性艦長黃雅楸上校。 |

## 圖集

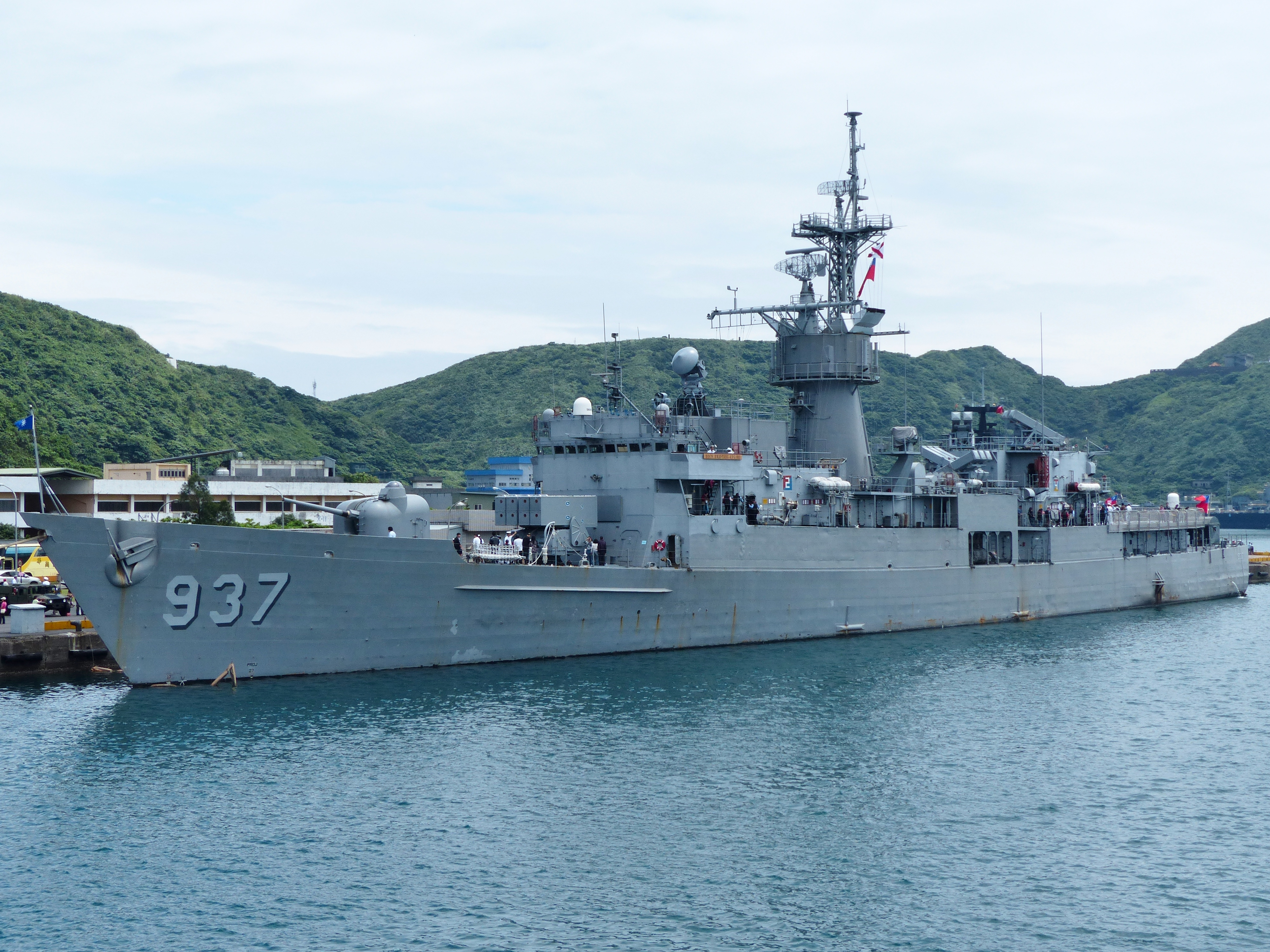
淮陽艦
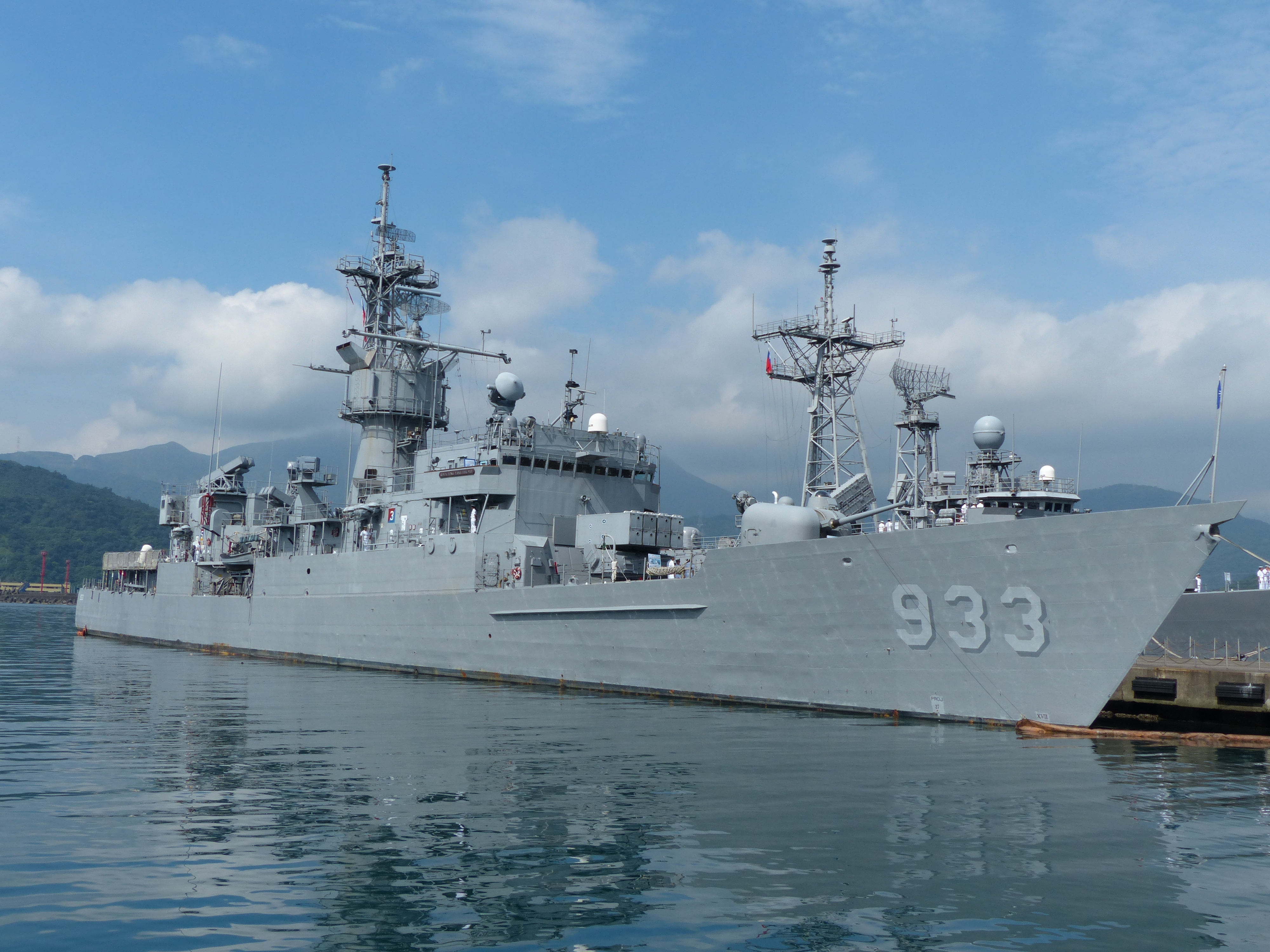
鳳陽艦
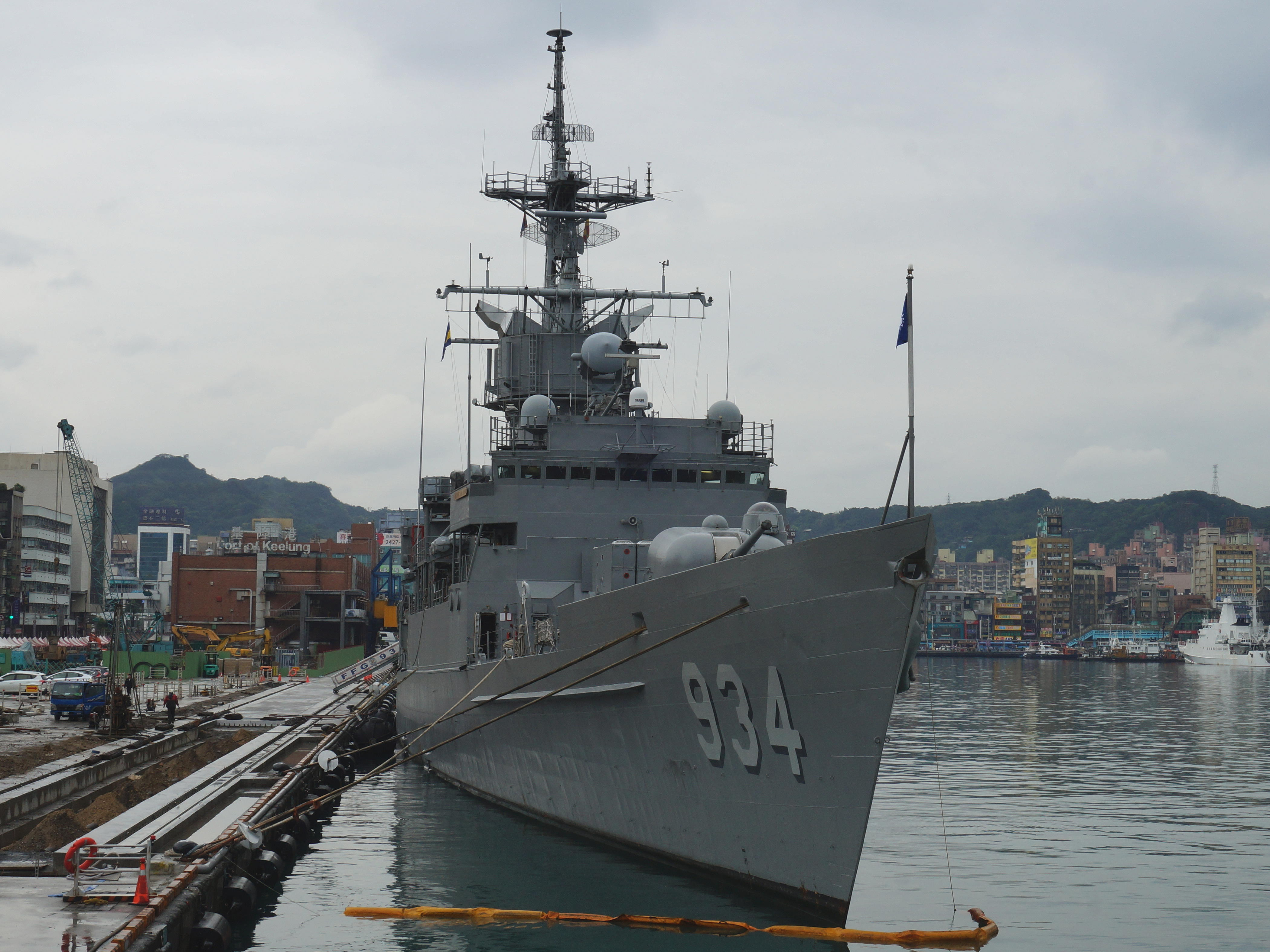
汾陽艦
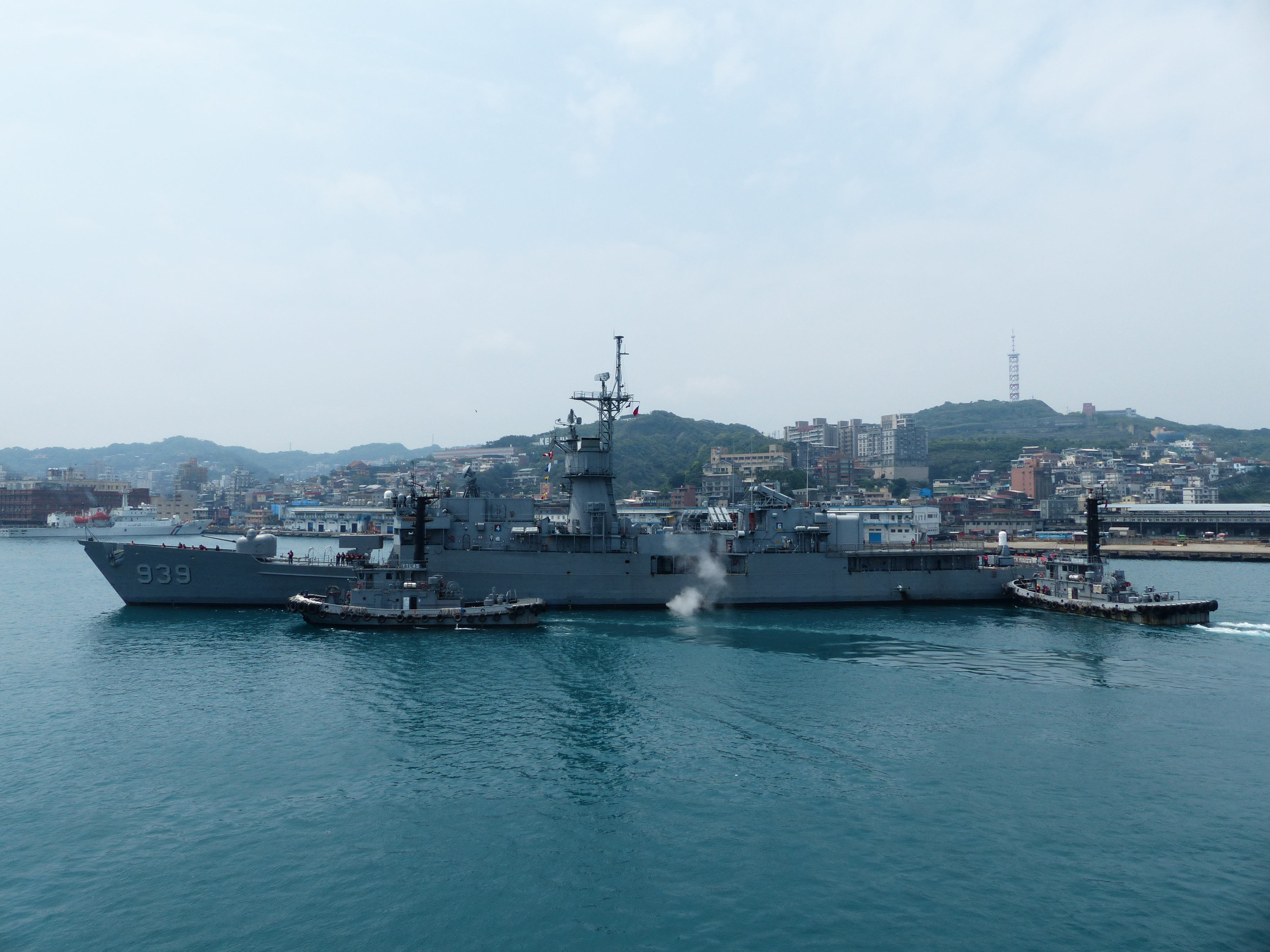
宜陽艦接近基隆港東4號碼頭泊位，艦尾海軍港務拖船YTL49協助轉向。
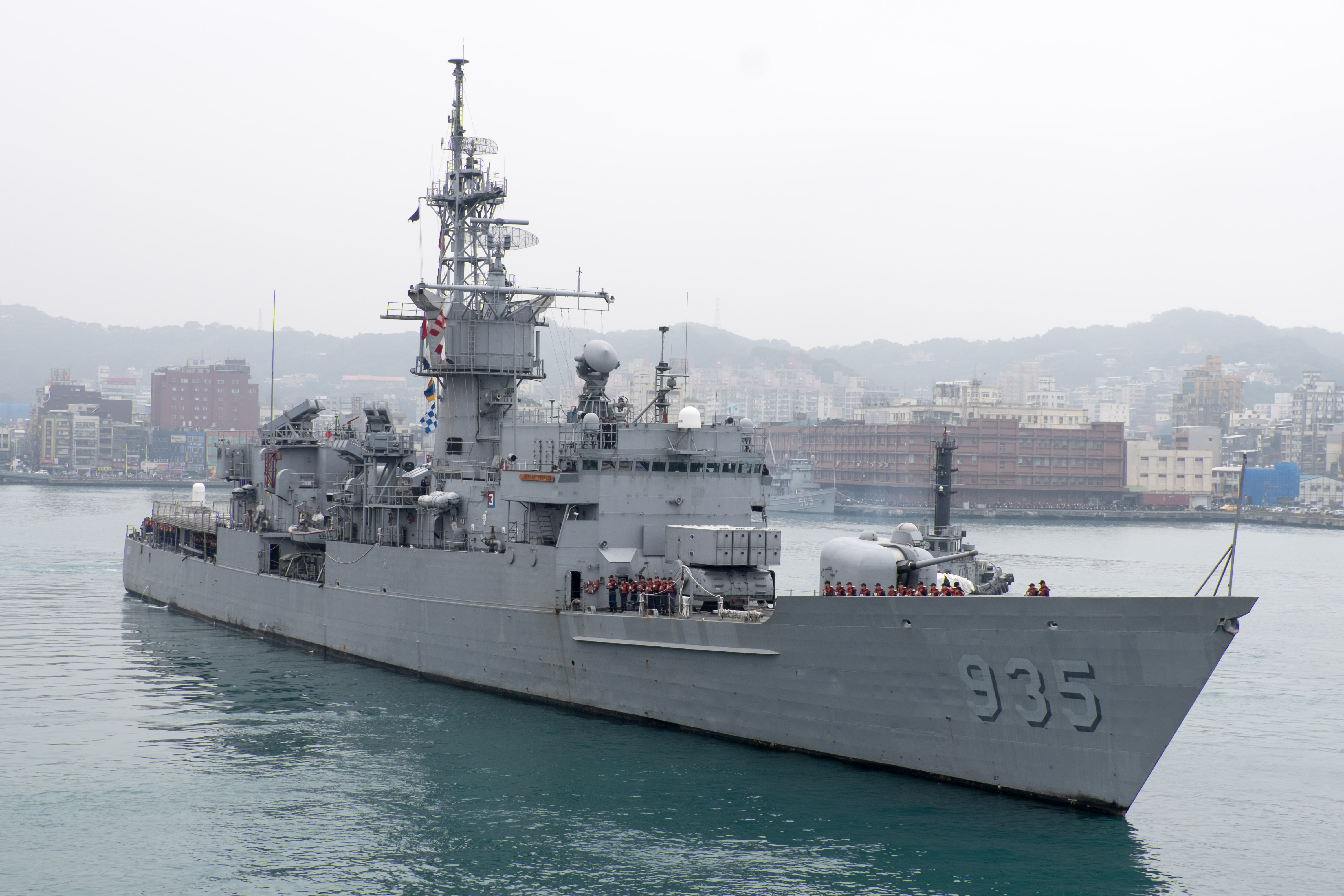
蘭陽艦
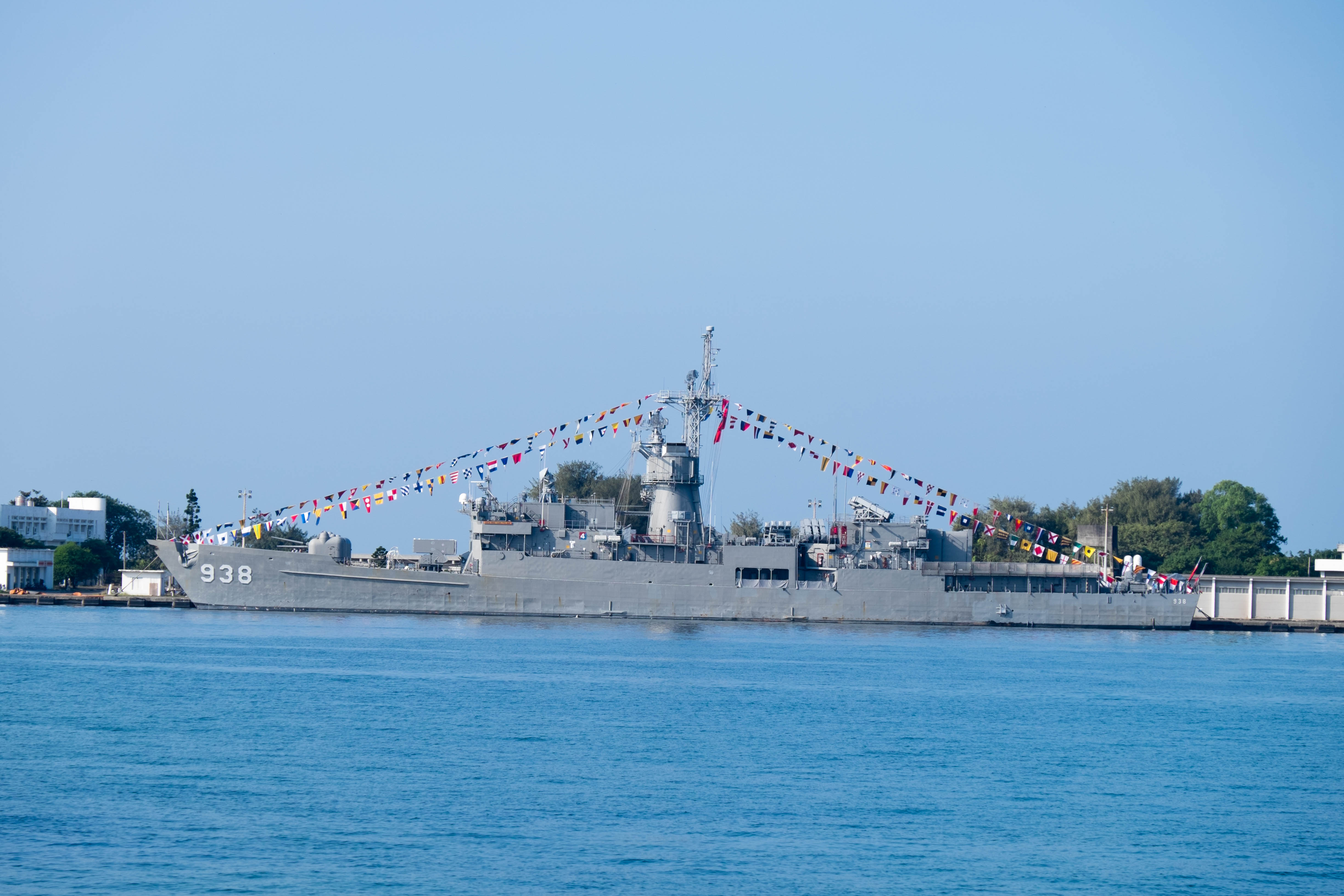
寧陽艦

## 隊徽含義
海軍一六八艦隊是中華民國海軍第七個成立的艦隊，因此引用北極熊為設計，並在側面加上北斗七星線條作為引申；在下方則有一瞄準敵方潛艦的目標符號，強調一六八艦隊軍艦的優異反潛性能及任務特性，外圈則是由象徵海軍精神的纜繩圍繞。

## 外部連結
- （繁體中文）中華民國海軍>>軍艦艦史>>現役軍艦>>濟陽級飛彈巡防艦[]